# Galeria Municipal Hugh Lane
La Galeria Municipal de Hugh Lane (Dublin City Gallery the Hugh Lane) és una galeria d'art fundada pel Consell de la Ciutat de Dublín i situada a Charlemont House a Dublín (Irlanda). Charlemont House va ser originàriament la casa de James Caulfeild, el 1r Duc de Charlemont i va ser dissenyada per Sir William Chambers.
Prèviament anomenada la «Galeria Municipal», va ser tornada a anomenar com la «Galeria de la Ciutat de Dublín», però és normalment coneguda com «La Hugh Lane». La galeria va ser fundada per Hugh Lane a Harcourt Street el 1908, i fou la primera galeria pública d'art modern coneguda del món.
Des que es va reubicar a Parnell Street, el museu té una col·lecció permanent i allotja exposicions, principalment d'artistes irlandesos contemporanis. L'estudi que el pintor Francis Bacon tenia a South Kensington (Londres) va ser reconstruït a la galeria l'any 2001. Se'n van catalogar més de 7 000 objectes, amb el que es va aconseguir informatitzar, per primera vegada, el contingut total d'un estudi d'un artista de fama mundial.
La galeria va ser tancada per ser reconstruïda el 2004, reobrint al maig de 2006. Inclou una ampliació realitzada pels arquitectes de Gilroy McMahon, presentant una sala dedicada a Sean Scully. També, la col·lecció sencera donada per Hugh Lane -que és habitualment compartida amb la National Gallery de Londres-.

## Galeria

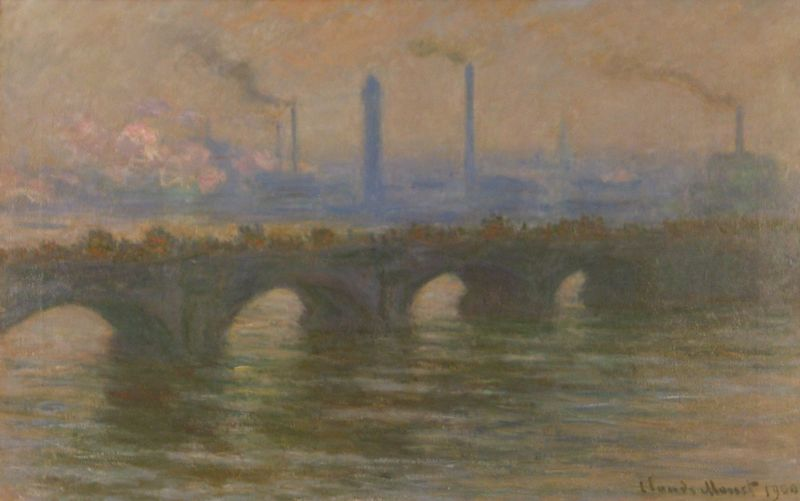
Waterloo Bridge (1900) Claude Monet
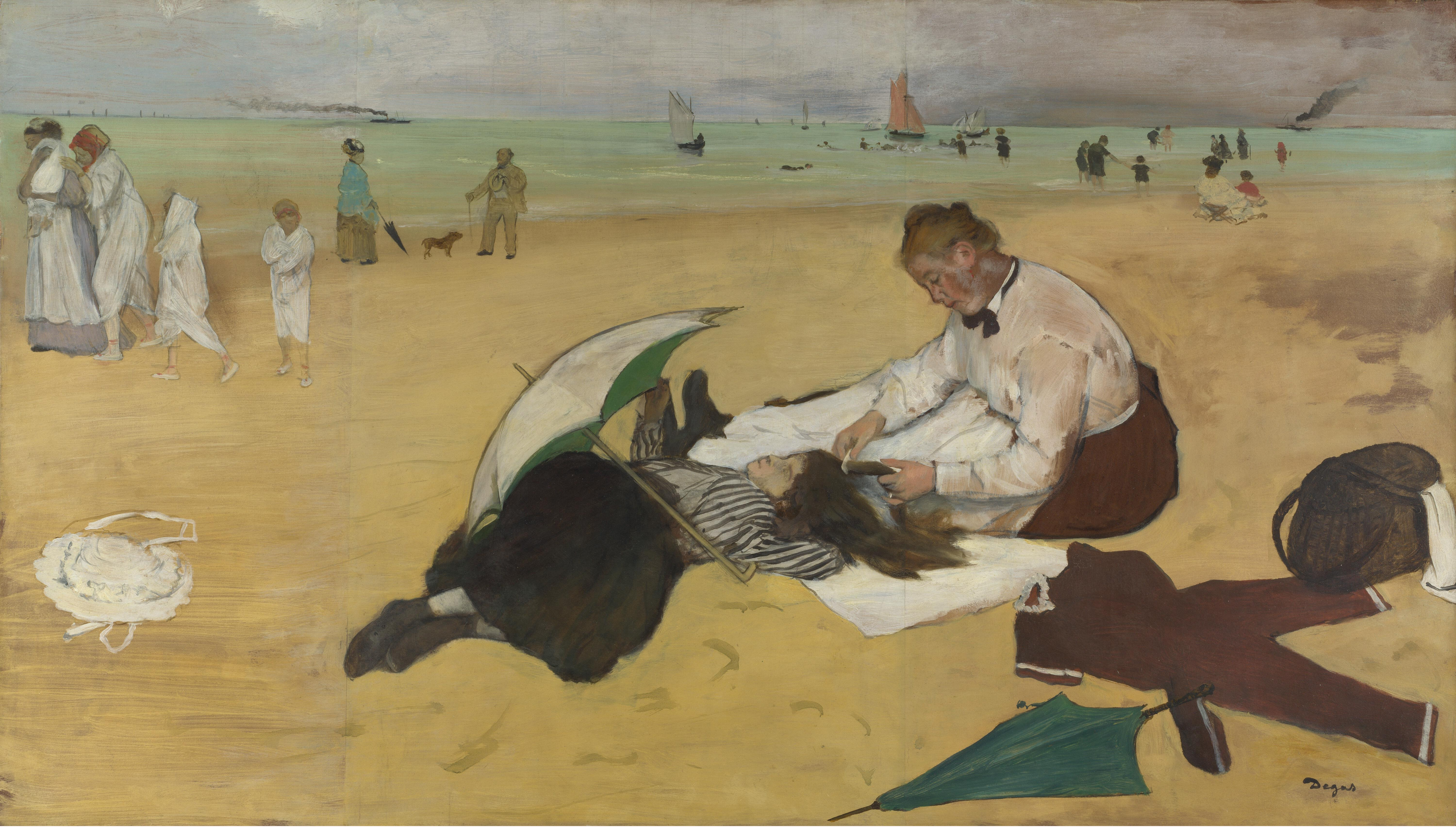
Escena de platja (1876-1877) Edgar Degas
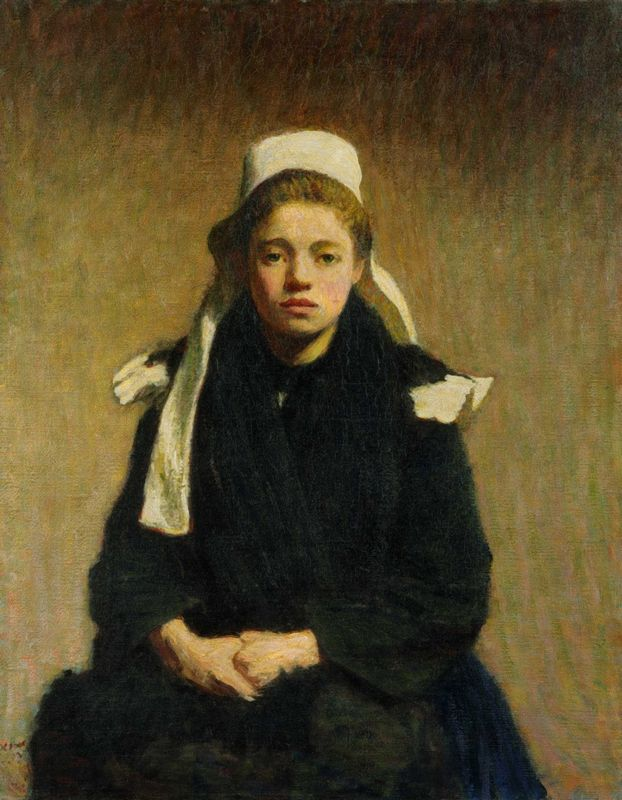
Jove Bretona (1903) Roderic O'Conor
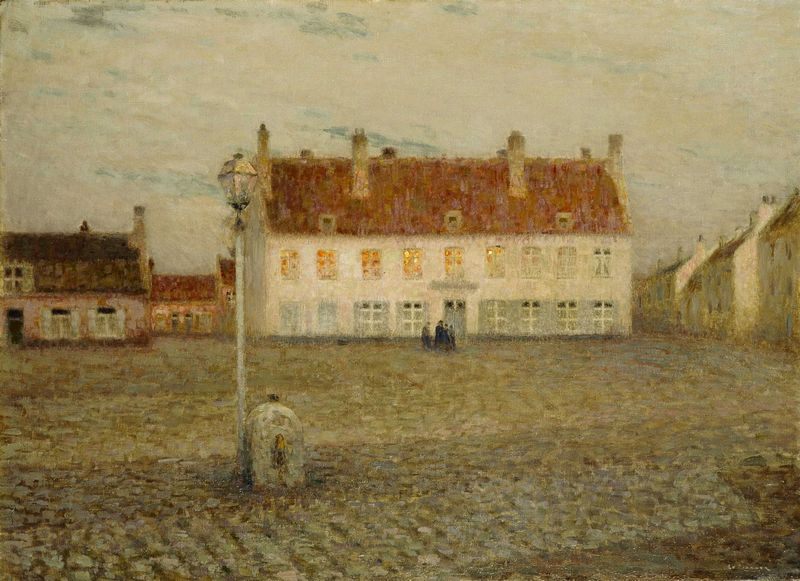
The Village, Twilight (1902) Henri Le Sidaner